# Pustynia Gibsona

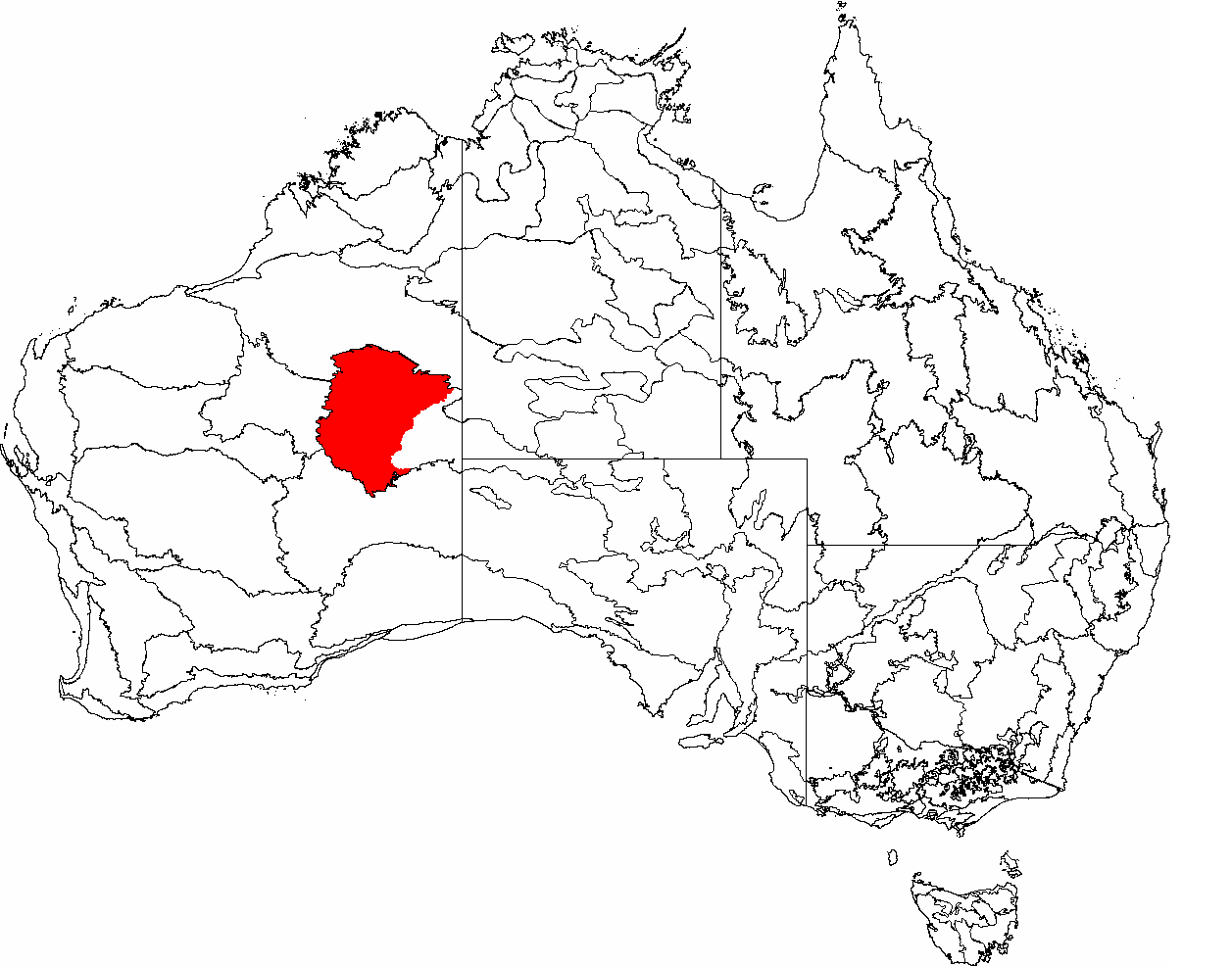
Pustynia Gibsona (kolor czerwony)

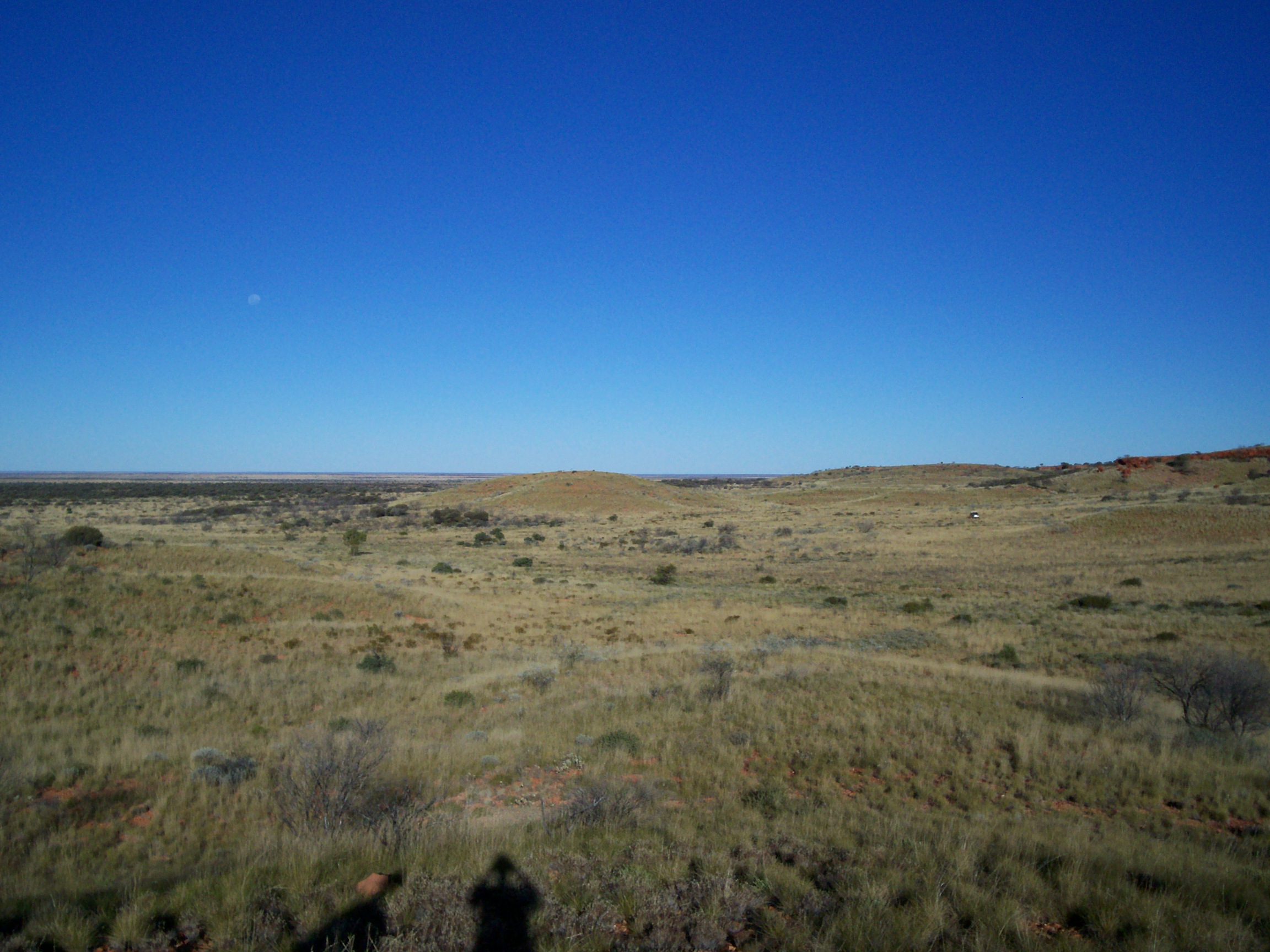
Krajobraz pustyni Gibsona

Pustynia Gibsona (ang. Gibson Desert) – żwirowa pustynia w Australii Zachodniej, pomiędzy Wielką Pustynią Piaszczystą na północy a Wielką Pustynią Wiktorii na południu. Obszar jej wynosi 155 900 km², a roczna suma opadów 125-250 mm.
Na północno-zachodnim krańcu leży wielkie słone jezioro Disappointment, które stanowi schronienie dla ptaków wodnych. Pustynię pokrywa kamienno-żwirowe pole zwane gibber. Z powodu złudzenia falowania żwiru jeden z pierwszych jej badaczy nazwał ją "wielką falującą pustynią żwiru".
W 1874 Ernest Giles pierwszy zbadał Pustynię Gibsona, przechodząc ją w 1876. Nazwał ją nazwiskiem Alfreda Gibsona, członka jego wyprawy, który zginął podczas próby przejścia pustyni w 1874.